# Яковлев, Виктор Васильевич
Виктор Васильевич Я́ковлев (1871—1945) — российский и советский инженер, генерал-майор Российской императорской армии, генерал-лейтенант РККА. Доктор технических наук (1938).

## Биография

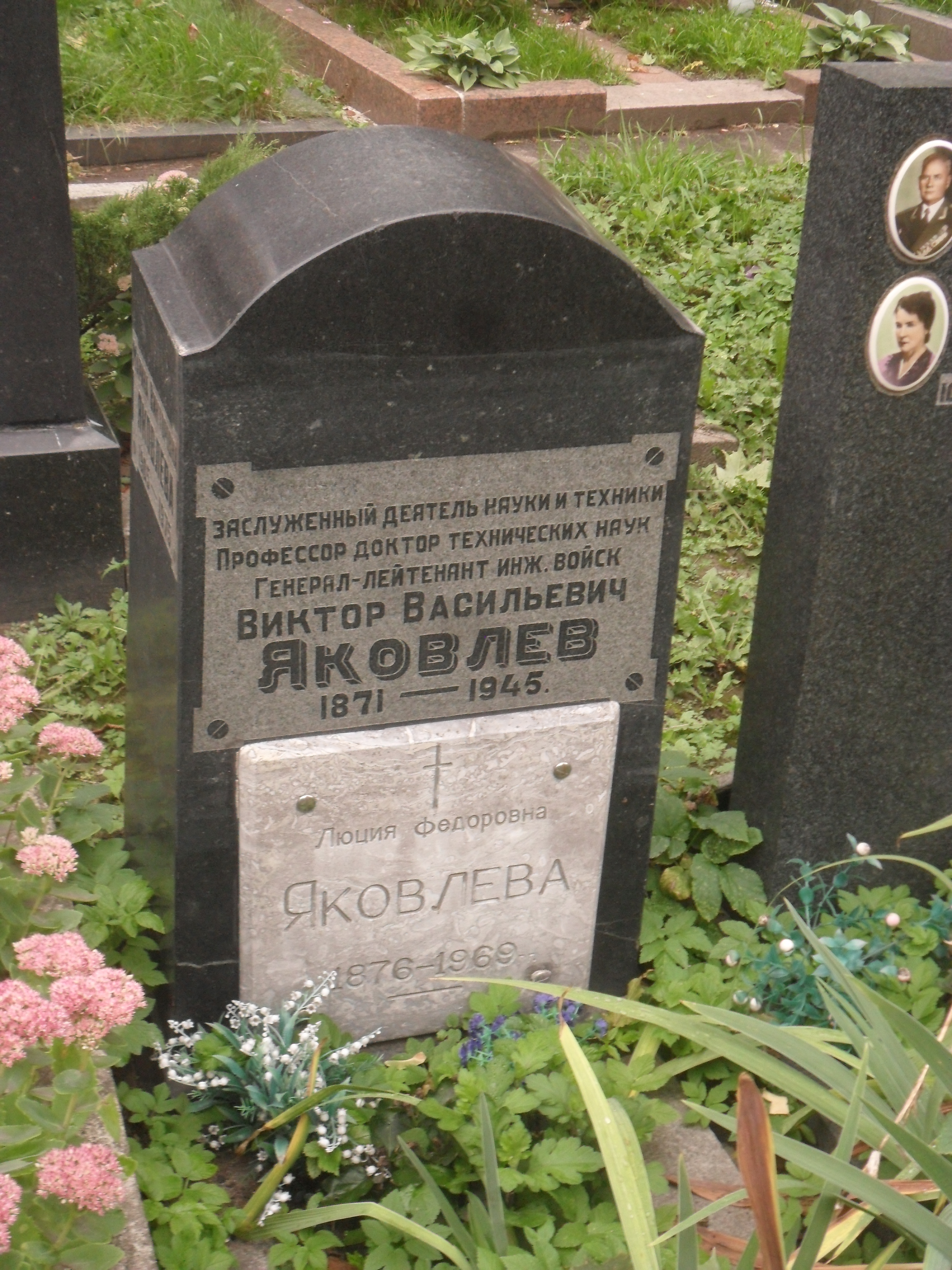
Могила Яковлева на Новодевичьем кладбище Москвы.

Виктор Яковлев родился 18 (30 октября) 1871 года в Москве. Окончил 2-й Московский кадетский корпус и Николаевское инженерное училище. В Российской императорской армии с сентября 1889 года. В 1900 году Яковлев по первому разряду окончил Николаевскую инженерную академию, после чего находился в ней на преподавательской работе. 6 декабря 1916 года ему было присвоено звание генерал-майора.
После Октябрьской революции Яковлев пошёл на службу в Рабоче-крестьянскую Красную Армию. Преподавал в Военно-инженерной академии РККА. Вёл большую научную работу, был главным редактором «Инженерного журнала». В 1920-е годы преподавал фортификацию, был завучем Петроградской военной инженерной школы.
В 1930-е годы Яковлев возглавлял кафедру фортификации Военно-инженерной академии РККА.  27 января 1943 года Яковлеву было присвоено звание генерал-майора инженерных войск, а 2 ноября 1944 года — генерал-лейтенанта инженерных войск. 
Умер 7 сентября 1945 года. Похоронен в Москве на Новодевичьем кладбище.
Являлся автором более чем 150 научных работ в области фортификации и военно-инженерного дела. В своих работах исследовал военно-инженерный опыт русской и советской армий в войнах первой половины XX века.

## Награды и премии
- заслуженный деятель науки РСФСР (1928)
- Сталинская премия II степени (22 марта 1943) — за многолетние выдающиеся работы в области науки и техники[2]
- два ордена Ленина
- орден Красного Знамени
- ордена Святого Станислава II и III степеней
- ордена Святой Анны II и III степеней
- ордена Святого Владимира III и IV степеней
- медали[1]

## Некоторые труды
- В артурских подземельях (со слов участников подземной борьбы на 3-м укрепленнии). СПб., 1909.
- Голенкин Ф. и Яковлев В. Долговременная фортификация. Курс Николаевского Инженерного училища, с добавлением сведений, необходимых при составлении проектов по фортификации в Николаевской Инженерной Академии и Училище. С чертежами в тексте. С.-Петербург, Т-во Худ. Печати. 1912 г. V, II, 306 с.
- Н. Буйницкий, Ф. Голенкин, В. Яковлев, Современное состояние долговременной и временной фортификации. С.-Петербург, 1913.
- Приморские крепости (отдел курса «Береговая оборона» Военно-морской академии РККФ) (с чертежами в тексте). Л.: ВМА РККФ, 1926.
- Новейшие сведения об укреплении восточных границ Германии и Франции. Л.: ВТА РККА, 1929.
- Эволюция долговременной фортификации. М.: Госвоениздат НКО СССР, 1931. Переиздавалась как «История крепостей» в 1995 () и 2000 (, ) годах.
- Краткий очерк истории подземной минной войны, 1938.
- Петр I — основоположник военно-инженерного дела в России // Военная мысль. 1945. № 4/5. С. 99-108.
- Взгляды и деятельность Суворова в области военно-инженерного дела, 1945.